# Galati Mamertino
Galati Mamertino es una localidad italiana de la provincia de Mesina, región de Sicilia, con 2930 habitantes.

Ubicación de la ciudad de Galati Mamertino dentro de la provincia de Mesina.

## Evolución demográfica
| Gráfica de evolución demográfica de Galati Mamertino entre 1861 y 2001 |
|                                                                        |
| Fuente ISTAT - Elaboración gráfica por parte de Wikipedia              |